# Sarasara no Kawa
Singles de Yuki Maeda
Tokyo Kirigirisu
(2003) Nishi Shinjuku de Atta Hito
(2004)
 Sarasara no Kawa  (さらさらの川) est le cinquième single de Yuki Maeda, sorti le 1er janvier 2004 au Japon sous le label zetima. Étant un disque de genre musical enka apprécié des plus âgés, il sort aux formats maxi-CD (12 cm) et cassette audio. 
La chanson-titre figurera d'abord sur la compilation de fin d'année du Hello! Project Petit Best 5, puis cinq ans plus tard sur la compilation des singles de la chanteuse, Maeda Yuki Zenkyoku Shū ~Kenchana~ de 2009. La chanson en "face B", Sore wa Fushigi, figurera aussi sur cette dernière. Le clip vidéo de la chanson-titre figurera sur la version DVD du Petit Best 5.

## Liste des titres
1. Sarasara no Kawa  (さらさらの川?)
2. Sore wa Fushigi  (それは不思議?)
3. Sarasara no Kawa (Original Karaoke) (さらさらの川) (オリジナルカラオケ?)
4. Sore wa Fushigi (Original Karaoke) (それは不思議) (オリジナルカラオケ?)